# سونیل شتی
سونیل شتی، (به انگلیسی: Suniel Shetty)، یک بازیگر معروف اهل هند، تولیدکننده و کارآفرین است. او در حدود ۳۰ سال فعالیت حرفه ای، در بیش از ۱۰۰ فیلم بازی کرده است. عمده آثار او فیلم های اکشن و کمدی بوده است. او یک جایزه فیلم فیر از پنج نامزدی برای فیلم تپش قلب دریافت کرد. از محبوب ترین و مطرح ترین آثار کمدی وی که از امتیاز بالای جهانی برخوردار است، می‌توان به سه نخاله (یکی از ۲۵۰ فیلم برتر دنیا) و کلک در کلک اشاره کرد.

## زندگی‌نامه
سونیل شتی یک قهرمان اکشن بالیوود است که مسیر جدیدی را به فیلم‌های اکشن هندی بخشید. او در مولکی، مانگالور، کارناتاکا در ۱۱ آگوست ۱۹۶۱ به دنیا آمد. او با مانا ازدواج کرد و این زوج دو فرزند به نام‌های آهان و عطیه دارند. سونیل شتی در کیک بوکسینگ و همچنین یک کمربند مشکی کاراته برتری دارد. در حال حاضر، او با تجارت هتل و همچنین مالک تجارت پوشاک MISCHIEF در ارتباط است.
در سال ۱۹۹۲، سونیل شتی با فیلم بلوان در صنعت فیلم بالیوود ظاهر شد. این فیلم به دلیل بدلکاری های خطرناکی که او در این فیلم انجام داد، تماشاگران را مجذوب خود کرد. فیلم مهره (فیلم ۱۹۹۴) یکی دیگر از مگاهیت هایی بود که به حرفه سونیل پیشرفت بزرگی داد. این فیلم به یک فیلم فوق العاده تبدیل شد که یک فیلم متمایز بالیوودی با مقدار زیادی هیجان، اکشن، ملودرام و موسیقی بود. سونیل شتی اولین انتخاب فیلمسازان برای فیلم های اکشن شد. او در فیلم های متعددی به همراه آکشی کومار که یکی دیگر از قهرمانان اکشن مشهور فیلم های هندی است ، بازی کرده است.
سونیل شتی به خاطر شخصیت بهیرو سینگ، کاپیتان ارتش راجستان در فیلم مرز، بسیار مورد تحسین قرار گرفت. او همچنین برای این نقش جایزه بهترین بازیگر مرد زی سینما را دریافت کرد. سونیل در فیلم تپش قلب نقش یک شرور را بازی کرد و به شدت مورد تحسین بینندگان قرار گرفت. او برای این نقش، جایزه زی سینما برای بهترین بازیگر مرد در نقش مکمل و جایزه بهترین شرور فیلم فیر را دریافت کرد.

## فیلم‌شناسی
فهرست برخی از فیلم‌هایی که سونیل شتی در آنها به ایفای نقش پرداخته‌است:
| سال  | نام فیلم                                                       | نقش                           | بازیگرنقش‌مقابل                                         | جوایزوافتخارات                                       |
| ---- | -------------------------------------------------------------- | ----------------------------- | ------------------------------------------------------ | ---------------------------------------------------- |
| ۱۹۹۱ | فولاد دیگری (Ek aur Faulad)                                    |                               | دیویا بهرتی                                            |                                                      |
| ۱۹۹۲ | قوی (Balwaan)                                                  | آرجون سینگ                    | دیویا بهرتینینا گوپتا                                  |                                                      |
| ۱۹۹۳ | تشخیص                                                          | کونا ورما                     | شلیپا شیرودکارمادهو                                    |                                                      |
| ۱۹۹۳ | وقت همراهیه                                                    | سونیل چوداری                  | عایشا جولکامامتا کولکارنی                              |                                                      |
| ۱۹۹۴ | دلداده                                                         | بازرس ویکرام سینگ             | راوینا تاندون                                          | نامزد جایزه فیلم فیر برای بهترین بازیگر نقش مکمل مرد |
| ۱۹۹۴ | گوپی کیشان                                                     | گوپینات چوداری/کیشانات چوداری | شلیپا شیرودکارکاریشما کاپور                            |                                                      |
| ۱۹۹۴ | مهره                                                           | ویشال آگنیهوتری               | راوینا تاندونپونام جهاور                               |                                                      |
| ۱۹۹۴ | ما بی نظیریم                                                   | میشل دسوزا                    | شلیپا شیرودکارمادهو                                    |                                                      |
| ۱۹۹۴ | آنت (Anth)                                                     | ویجی ساکسنا                   | سومی علینینا گوپتا                                     |                                                      |
| ۱۹۹۵ | امنیت                                                          | راجا                          | مونیکا بدیشبا آکاشدپدیویا دوتا                         |                                                      |
| ۱۹۹۵ | خیانتکار (Gaddaar)                                             | سونیل گاجرال                  | سونالی بندره                                           |                                                      |
| ۱۹۹۵ | برخورد (Takkar)                                                | راوی مالهوترا                 | سونالی بندره                                           |                                                      |
| ۱۹۹۵ | راگویر (Raghuveer)                                             | راگویر ورما                   | شلیپا شیرودکارسودها چاندران                            |                                                      |
| ۱۹۹۶ | کریشنا                                                         | کریشنا                        | کاریشما کاپور                                          |                                                      |
| ۱۹۹۶ | پسر شایسته                                                     | راج سینگانیا                  | سونالی بندرهکاریشما کاپور                              |                                                      |
| ۱۹۹۶ | راجا و سه برادر                                                | جی دوگرا                      | نیلم کوتهاریپراتیبا سینها                              |                                                      |
| ۱۹۹۶ | محافظ                                                          | بازرس راج سینها               | کاریشما کاپورسونالی بندره                              |                                                      |
| ۱۹۹۶ | خیانت (Vishwasghaat)                                           | آویناش ساکسنا/سونیل ورما      | آنجلی جاتار                                            |                                                      |
| ۱۹۹۶ | اخلاق (Shastra)                                                | ویجی خانا                     | آنجلی جاتار                                            |                                                      |
| ۱۹۹۷ | برادر                                                          | کوندان                        | سونالی بندرهپوجا باترا                                 |                                                      |
| ۱۹۹۷ | قهر                                                            | بازرس امر کاپور               | سونالی بندرهدیپتی بهاتناگاررمبها                       |                                                      |
| ۱۹۹۷ | مرز                                                            | کاپیتان بیهایرون سینگ         | تابوپوجا بات                                           | نامزد جایزه فیلم فیر برای بهترین بازیگر نقش مکمل مرد |
| ۱۹۹۷ | پریتوی (Prithvi)                                               | پریتوی                        | شیلپا شتیشویتا منون                                    |                                                      |
| ۱۹۹۷ | قاضی مجرم (Judge Mujrim)                                       | سونیل/داگا                    | آشوینی بیهیوسوجاتا مهتا                                |                                                      |
| ۱۹۹۷ | سپر                                                            | سورج                          | گائوتامی                                               |                                                      |
| ۱۹۹۸ | ویرانگر                                                        | آرجون سینگ                    | راوینا تاندون                                          |                                                      |
| ۱۹۹۸ | سرت را بالا نگهدار                                             | حضور افتخاری                  |                                                        |                                                      |
| ۱۹۹۸ | چه کسی بهتر از ماست                                            | بیهولا/سورج                   | سونالی بندرهدیپتی بهاتناگار                            |                                                      |
| ۱۹۹۸ | عصبانیت                                                        | دو مالهوترا                   | شیلپا شتی                                              |                                                      |
| ۱۹۹۹ | تو هستی                                                        | آدیتیا پاتل                   | تابوگریسی سینگ                                         |                                                      |
| ۱۹۹۹ | دریا دل                                                        | بازرس رام پراساد              | پریا گلآرچانا پوران سینگ                               |                                                      |
| ۱۹۹۹ | امپراطوری سیاه (Kaala Samrajya)                                | آرجون                         | مونیکا بدی                                             |                                                      |
| ۲۰۰۰ | جنگل                                                           | شیوراج میتال                  | اورمیلا ماتوندکارکاشمیرا شاه                           |                                                      |
| ۲۰۰۰ | آغاز                                                           | گویند نارنگ                   | سوشمیتا سننامراتا شیرودکارشرادا نیگام                  |                                                      |
| ۲۰۰۰ | پناهنده                                                        | محمد اشرف                     | کارینا کاپور                                           | نامزد جایزه فیلم فیر برای بهترین بازیگر نقش مکمل مرد |
| ۲۰۰۰ | تپش قلب                                                        | دو چوپرا                      | شیلپا شتیماهیما چودریمانجیت کولار                      | برنده جایزه فیلم فیر برای بهترین بازیگر نقش منفی     |
| ۲۰۰۰ | کلک                                                            | شیام                          | تابوکاشمیرا شاه                                        |                                                      |
| ۲۰۰۰ | خشم (Krodh)                                                    | کاران                         | رمبها                                                  |                                                      |
| ۲۰۰۱ | اینجا خانه شماست، این خانه من است                              | دایاشانکار پاندی              | ماهیما چودری                                           |                                                      |
| ۲۰۰۱ | یک رابطه: زنجیر عشق                                            | حضور افتخاری                  |                                                        |                                                      |
| ۲۰۰۱ | افسر                                                           | افسر ساگار چوهان              | راوینا تاندون                                          |                                                      |
| ۲۰۰۱ | ۱۲بی                                                           | آراویند                       | جیوتیکا سیمران مونیکا                                  |                                                      |
| ۲۰۰۱ | کمی ترش، کمی شیرین                                             | سمیر                          | کاجولپوجا باترامیتا واشیشت                             |                                                      |
| ۲۰۰۱ | عشق علاقه محبت                                                 | یاش ساباروال                  | مونیکا بدیایشا کوپیکارکیرتی ردی                        |                                                      |
| ۲۰۰۱ | اتفاق                                                          | شیوا کومار                    | پوجا باترا                                             |                                                      |
| ۲۰۰۱ | احساس (Ehsaas: The Feeling)                                    | راوی نایک                     | نیها                                                   |                                                      |
| ۲۰۰۲ | نفوذ                                                           | جی/جیمی                       | پریتی جانگیانیشویتا منون                               |                                                      |
| ۲۰۰۲ | خار                                                            | مارک ایساک                    | مالایکا آرورانامراتا سینگراتی آگنیهوتری                |                                                      |
| ۲۰۰۲ | آواره مجنون دیوانه                                             | یدا آنا                       | پریتی جانگیانیآرتی چهابریاآمریتا اروراسوپریا پیلگانکار |                                                      |
| ۲۰۰۲ | دشمن بزرگ                                                      | ویجی                          | مانیشا کویرالارمبهاکیران راتود                         |                                                      |
| ۲۰۰۲ | مطرود                                                          | راجا چوهان                    | شیلپا شتی                                              |                                                      |
| ۲۰۰۲ | بریم عشق بازی کنیم                                             | حضور افتخاری                  |                                                        |                                                      |
| ۲۰۰۲ | مسیحا (Maseeha)                                                | کریشنا                        | نامراتا شیرودکار                                       |                                                      |
| ۲۰۰۳ | شاهین                                                          | بازرس هارشواردان بیهاتی       | کاریشما کاپورپریتی جانگیانی                            |                                                      |
| ۲۰۰۳ | لوک کارگیل                                                     | سانجی کومار                   | ایشا کوپیکار                                           |                                                      |
| ۲۰۰۳ | قیامت                                                          | اکرم شیخ                      | ایشا کوپیکارریا سننیها دوپیا                           |                                                      |
| ۲۰۰۳ | بازی                                                           | دو مالیا                      | سلینا جایتلی                                           |                                                      |
| ۲۰۰۳ | خنجر (Khanjar: The Knife)                                      | راج کومار                     | تابوآرچانا پوران سینگکونیکا                            |                                                      |
| ۲۰۰۴ | رودراکش                                                        | موهیت جیسوال                  | بیپاشا باسوآمریتا ارورانیها دوپیاایشا کوپیکار          |                                                      |
| ۲۰۰۴ | خط ممنوع سرنوشت                                                | سانجی میشرا                   | نائوهد سیروسی                                          |                                                      |
| ۲۰۰۴ | آن                                                             | بازرس آپا کادام نایک          | راوینا تاندونلارا دوتاپریتی جانگیانی                   |                                                      |
| ۲۰۰۴ | دیدی چی شد!                                                    | ایشان                         | آیشواریا رایدیا میرزاراتی آگنیهوری                     |                                                      |
| ۲۰۰۴ | خون                                                            | موهیت جیسوال                  | آمریتا آرورانیها دوپیاپایال روهاتگی                    |                                                      |
| ۲۰۰۴ | یکی بهتر از دیگری                                              | راهول بیهارگاو                | راوینا تاندونایشا کوپیکار                              |                                                      |
| ۲۰۰۴ | جنجال                                                          | ویر آنپارا                    | کارینا کاپورفرح                                        |                                                      |
| ۲۰۰۴ | من اکنون اینجایم                                               | ماجور راگاوان دوتا            | سوشمیتا سنآمریتا رایو                                  | نامزد جایزه فیلم فیر برای بهترین بازیگر نقش منفی     |
| ۲۰۰۵ | صفحه ۳                                                         | حضور افتخاری                  |                                                        |                                                      |
| ۲۰۰۵ | حق السکوت                                                      | بازرس آبای راتود              | پریانکا چوپرادیا میرزا                                 |                                                      |
| ۲۰۰۵ | عاشقان دیوانه می‌شوند                                           | سانجی مالوانی                 | ریمی سنسوپریا پیلگانکار                                |                                                      |
| ۲۰۰۵ | معما                                                           | ساندر لال                     | حضور افتخاری                                           |                                                      |
| ۲۰۰۵ | تانگو چارلی                                                    | ستوان شزاد خان                | تانیشا موکرجیناندانا سن                                |                                                      |
| ۲۰۰۵ | ده                                                             | بازرس دانیش والیا             | شیلپا شتیایشا دئولدیا میرزاریما سن                     |                                                      |
| ۲۰۰۵ | برای اینکه                                                     | کاران کاشیاپ                  | کارینا کاپورریمی سن                                    |                                                      |
| ۲۰۰۵ | شکلات                                                          | راکر                          | تانوشری دوتاسوشما ردی                                  |                                                      |
| ۲۰۰۵ | تحویل در منزل                                                  | حضور افتخاری                  |                                                        |                                                      |
| ۲۰۰۵ | Padmashree Laloo Prasad Yadav                                  | لالو                          | کیم شارما                                              |                                                      |
| ۲۰۰۶ | پیش از عروسی                                                   | آنا                           | آیشا تاکیامالیکا شراواتمیتا واشیشت                     |                                                      |
| ۲۰۰۶ | کلک در کلک                                                     | شیام                          | بیپاشا باسوریمی سن                                     |                                                      |
| ۲۰۰۶ | بی‌سروصدا                                                       | مانگال سینگ                   | کارینا کاپورنیها دوپیا                                 |                                                      |
| ۲۰۰۶ | به خاطر شما                                                    | کانول شاه                     | پریانکا چوپراآمیشا پاتللیلیت دوبی                      |                                                      |
| ۲۰۰۶ | امرائو جان                                                     | فیض علی                       | آیشواریا رایدیویا دوتاشبانه اعظمیعایشا جولکا           |                                                      |
| ۲۰۰۶ | ترسیدن ضروری است                                               | ویشواس طالگائونکار            | بیپاشا باسومالیکا شراوات                               |                                                      |
| ۲۰۰۶ | باشگاه مبارزه                                                  | آنا شتی                       | دیا میرزاآمریتا ارورانیها دوپیا                        |                                                      |
| ۲۰۰۶ | رؤیای ما پول است                                               | نامدو مان                     | سلینا جایتلیکوئنا میتراریا سن                          |                                                      |
| ۲۰۰۷ | ده داستان                                                      | عاطف نواب                     | دیا میرزاآمریتا سینگمنیشا لامبا                        |                                                      |
| ۲۰۰۷ | وجه نقد                                                        | آنگاد                         | ایشا دئولدیا میرزاشامیتا شتیآیشا تاکیا                 |                                                      |
| ۲۰۰۷ | تیراندازی در لوکاندوالا                                        | بازرس کاویراج پاتل            | دیا میرزاآمریتا سینگنیها دوپیا                         |                                                      |
| ۲۰۰۷ | ام شنتی ام                                                     | حضور افتخاری                  |                                                        |                                                      |
| ۲۰۰۷ | خوش آمدید                                                      | حضور افتخاری                  |                                                        |                                                      |
| ۲۰۰۸ | عملیات استانبول                                                | اویس حسین                     |                                                        |                                                      |
| ۲۰۰۸ | مخبر                                                           | رحمان                         | رایما سن                                               |                                                      |
| ۲۰۰۸ | یک‌ دو سه                                                       | لاکسمی نارایان                | ایشا دئولسمیرا ردینیتو چاندراتانیشا موکرجی             |                                                      |
| ۲۰۰۸ | آقای سیاه آقای سفید (Mr. Black Mr. White)                      | گوپال مورلی                   | راشمی نیگامساندیا مریدول                               |                                                      |
| ۲۰۰۹ | ضربه چپ و راست                                                 | رام میشرا                     | سمیرا ردیکاترینا کایف                                  |                                                      |
| ۲۰۰۹ | بابای باحال (Daddy Cool)                                       | استیون                        | آرتی چهابریاکیم شارما                                  |                                                      |
| ۲۰۱۰ | مشکلی نیست                                                     | مارکوس                        | سوشمیتا سنکانگانا رانوتنیتو چاندرا                     |                                                      |
| ۲۰۱۰ | Tum Milo Toh Sahi                                              | آمیت ناگپال                   | دیمپل کاپادیاویدیا مالوادهآنجانا سوکهانی               |                                                      |
| ۲۰۱۰ | هشدار قرمز: جنگ درون (Red Alert: The War Within)               | ناراشیما                      | سمیرا ردیسیما بیسواس                                   |                                                      |
| ۲۰۱۰ | باروت (آتش) یک داستان عاشقانه [Barood (The Fire) A Love Story] | شاکتی                         | شلیپا شیرودکارمون مون سانریچا سونی                     |                                                      |
| ۲۰۱۱ | متشکرم                                                         | یوگی ماتور‌                    | ریمی سنسلینا جایتلیچاهات خانامالیکا شراوات             |                                                      |
| ۲۰۱۱ | غارت (Loot)                                                    | بیلدر                         | شویتا بهاردواج                                         |                                                      |
| ۲۰۱۲ | Mere Dost Picture Abhi Baki Hai                                | امر جوشی                      | اودیتا گوسوامینینا گوپتا                               |                                                      |
| ۲۰۱۳ | دشمن (Enemmy)                                                  | اکلاویا کارمارکار             | یوویکا چانداریپریانکا اوپندرا                          |                                                      |
| ۲۰۱۴ | جی هو                                                          | آرجون کال                     | حضور افتخاری                                           |                                                      |
| ۲۰۱۴ | علاقه مندان                                                    | خودش                          | حضور افتخاری                                           |                                                      |
| ۲۰۱۴ | زغال سنگ (Koyelaanchal)                                        | نیشیت کومار                   |                                                        |                                                      |
| ۲۰۱۴ | Desi Kattey                                                    | سرگرد سوراکانت راتور          | تیا باجپای                                             |                                                      |
| ۲۰۱۵ | دو چهره (2 Chehare)                                            | آجی/بابو                      | راوینا تاندوننگارخانفرح                                |                                                      |
| ۲۰۱۷ | جنتلمن                                                         | کلنل ویجی ساکسنا              | ژاکلین فرناندز                                         |                                                      |
| ۲۰۱۸ | به نیویورک خوش آمدید                                           | خودش                          | حضور افتخاری                                           |                                                      |
| ۲۰۱۹ | پهلوان                                                         | سرکار                         | آکانکشا سینگ                                           |                                                      |
| ۲۰۱۹ | شفاخانه خانوادگی                                               | خودش                          | حضور افتخاری                                           |                                                      |
| ۲۰۲۱ | دربار                                                          | هاری چوپرا                    | نایانتارا                                              |                                                      |
| ۲۰۲۲ | حماسه بمبئی                                                    | آنا سادو                      | حضور افتخاری                                           |                                                      |
| ۲۰۲۲ | ماراکار: شیر دریای عرب (Marakkar: Lion of the Arabian Sea)     | چاندروت پانیکر                |                                                        |                                                      |
| ۲۰۲۲ | فریبکاران                                                      | افسر پلیس آجیت کومار سینگ     | کجال آگاروالروحی سینگماهیما ماکواناتولاسی              |                                                      |
| ۲۰۲۲ | غنی (Ghani)                                                    | ویجندر سینها                  |                                                        |                                                      |